# Sphegina lobata
Sphegina lobata är en tvåvingeart som beskrevs av Friedrich Hermann Loew 1863. Sphegina lobata ingår i släktet midjeblomflugor, och familjen blomflugor. Inga underarter finns listade i Catalogue of Life.